# Zichy Mihály Magyarországon lévő műveinek listája
Magyar Nemzeti Galéria
Festészeti osztály
- Koporsólezárás, avagy Az anya fájdalma, olaj, vászon, 1846, 116x104 cm
- Mentőcsónak, olaj, vászon, 1847, 135x190 cm
- Keresztlevétel, avagy Krisztus levétele a keresztről, 1847, olaj, vászon, 330x273 cm
- Fogoly a börtönben, olaj, vászon, 138x100 cm
- Anyai gondok, olaj, vászon, 107x 80 cm
- Autodafé, színes karton, 236x148 cm
- Bacchánsnő, 1872, olaj, vászon, 131x100 cm (ovális)
- Priaposz szobrának megkoszorúzása, 1875, olaj, vászon, 161x84,5 cm
- Erzsébet királyné Deák Ferenc ravatalánál (9. vázlat, olaj, vászon, 112,5x89 cm
- Enyelgő faunok, 1878, olaj, vászonra ragasztott papír, 150x121 cm
- A Démon fegyverei, avagy A pusztítás géniuszának diadala, olaj, vászon, 447x550 cm
- Hulló csillagok, 1879, 400x200 cm
- A bor hatalma, 1879, színes karton, 150x300 cm
- A kísértetek órája, 1880, olaj, vászon, 350x500 cm
- Courtisane, avagy, A modern szirén - Béke áldásai – Nana, olaj, vászon, 280x297 cm
- A csábítás, avagy, A daloló szirén, olaj, vászon, 320x150 cm
- A bűnhődés, avagy, Az áldozat, olaj, vászon, 319x150 cm
- Tanulmányfej (fehér hálófőkötővel), olaj, vászon, 50x39,5 cm
- Női tanulmányfej, olaj, vászon, 52,5x42 cm

Háborús veszteség:
- Orgia, vízfestmény, 112x124 cm

Grafikai osztály
- Önarckép „Ilyen voltam én 1840-ben”, 1894, vízfestmény, ceruza, 208x152 mm
- Keresztlevétel, 1846, krétavázlat, 277x195 mm
- Hinta, ceruza, 160x100 mm
- Szerencsétlen kirándulás, „Zichy. 1848 S. Petersburg”, ceruza, 76x93 mm

MNG Festészeti Osztály cédulakatalógusa alapján:

- Egy festő portréja, 1849, ceruza, 166x115 mm
- Vázlatlap fogattal, ceruza, 97x143 mm
- Lóversenypálya Pétervárott, ceruza és fedő fehér, 277x375 mm
- Kártyázó katonák, vízfestmény és fedő fehér, 263x226 mm
- Táncosnő, 1853, vízfestmény és fedőfehér, 202x160 mm (ovális dombornyomású keretbe)
- Richelieu és kedvese, 1856, ceruza, 355x223 mm
- Ölelkező pár, ceruza, 355x223 mm
- Cári udvari díszlakoma, 1856, gouache, 238x315 mm
- Politikai karikatúra, 1857, ceruza és fedőfehér, 321x446 mm
- Sírrablók, avagy Halottrablás, 1858, lavírozott tus és szépia, 442x366 mm
- Vidám cimborák, 1865, vízfestmény, 175x250 mm
- Fekvő nő, ceruza és színes kréta, 215x361 mm
- Nevetés, avagy Nevető férfi, vörös kréta, 492x288 mm
- Festő állványa előtt, 1871. augusztus 29, ceruza, 175x156 mm
- Skóciai vadászat: A szarvast hazaszállítják, 1875, vízfestmény, 735x535 mm
- Zsidó mártírok, szén, 1710x1075 mm
- Férfifej, ceruza, 344x220 mm
- Barátnők, 1875, vízfestmény, 266x333 mm
- Vera, 1875, vízfestmény, 222x150 mm
- A Démon fegyvereihez: A Démon alakja, szén és fehér krétavázlat, 860x580 mm
- Nem tesz föl a lyány magában egyebet (Petőfi illusztráció), 1880, lavírozott tus, 205x154 mm
- Talpra magyar (Petőfi illusztráció), Nizza, 1880, ceruza és fedőfehér, 271x193 mm
- Ősz elején, avagy Petőfi, tus, toll, 238x161 mm
- Birkamosás, vízfestmény, 471x630 mm, (a hátlapon birka tanulmányok), ceruza, 100x170 mm
- Szerelmespár, vízfestmény, 218x175 mm
- Falusi ház (befejezetlen), ceruza és vízfestmény, 305x206 mm
- Táj, avagy, Pétervár látképe, vízfestmény és fedőfehér, 139x216 mm
- Táj (Lachta?), vízfestmény és fedőfehér, 158x227 mm (ovális)
- Tanulmánylap Lucifer (?) alakjával, tus, toll, 138x171 mm

Az ember tragédiája illusztrációi
- 1. Lucifer az Úrral szemben, szén, 790x503 mm
- 2. A Paradicsomban, szén, 790x503 mm
- 3. Fáraó és a haldokló rabszolga, szén, 790x503 mm
- 4. Miltiades sorsa, szén, 790x503 mm
- 5. Lucifer felköszönti a halottat, szén, 790x503 mm
- 6. Istenek dicsősége, szén, 790x503 mm
- 7. Izóra búcsúja Tankrédtól, 790x503 mm
- 8. Jó éjt, reggelre ne feledd a pénzt, szén, 790x503 mm
- 9. Danton a nyaktilónál, szén, 790x503 mm
- 10. Keplerné légyottja, szén, 790x503 mm
- 11. Londoni vásár, szén, 790x503 mm
- 12. Ádám az űrben, szén, 790x503 mm
- 13. Az eszkimó vendége, szén, 790x503 mm
- 14. Vége a komédiának, szén, 790x503 mm
- 15. Küzd és bízva bízzál, szén, 790x503 mm
- 16. Pár ezredév gúláid elássa, szén, 790x503 mm
- 17. Atyám megkönnyülék, szén, 790x503 mm
- 18. Tankréd a pátriárka előtt, szén, 790x503 mm
- 19. Hagyjátok az anyának gyermekét, szén, 790x503 mm
- 20. Az édenkertnek egy késő sugára, szén, 790x503 mm

- Avtandil és Nesztán-Daredzsán találkozása (Rusztaveli-illusztráció), raszterpapíron, ceruza, vakarás, 300x262 mm
- Eperjes, Nagykároly és Torockó allegóriája, raszerpapíron, lavírozott tus és vakarás, 487x323 mm
- A művész fényképe, maga rajzolta allegorikus keretben, ceruza, lavírozott biszter és fedőfehér, 491x201 mm
- Kinizsi, vízfestmény, 420x282 mm

Arany János balladáinak illusztrációi:
- Az egri leány (öt lap), 1892, lavírozott tus, 437x352 mm
- Ágnes asszony (öt lap), 1893, lavírozott tus, 437x352 mm
- Bor vitéz (két lap), 1893, lavírozott tus, 437x352 mm
- Török Bálint (öt lap), 1893, lavírozott tus, 437x352 mm
- Szibinyáni Jank (négy lap), 1893, lavírozott tus, 437x352 mm
- V. László (három lap), 1894, lavírozott tus, 437x352 mm
- Tetemre hívás (négy lap), 1894, lavírozott tus, 437x352 mm
- Az ünneprontók (három lap), 1894, lavírozott tus, 437x352 mm
- Híd-avatás (négy lap), 1894, lavírozott tus, 437x352 mm
- Zách Klára (három lap), 1894, lavírozott tus, 437x352 mm
- A walesi bárdok (négy lap), 1894, lavírozott tus, 437x352 mm
- Éjjeli párbaj (négy lap), 1894, lavírozott tus, 437x352 mm
- Tengeri-hántás (három lap), 1894, lavírozott tus, 437x352 mm
- Mátyás anyja (három lap), 1895, lavírozott tus, 437x342 mm
- Both bajnok özvegye (egy lap), 1896, lavírozott tus, 437x342 mm
- Pázmán lovag (hét lap), 1896, lavírozott tus, 437x342 mm
- Szondi két apródja (három lap), 1897, lavírozott tus, 437x342 mm
- Rákócziné (négy lap), 1897, lavírozott tus, 437x342 mm

Vázlat az előbbi ballada illusztrációjához, 1897, ceruza, 348x438 mm
- A méh románca (három lap), 1897, lavírozott tus, 437x342 mm
- Árva fiú (két lap), 1897, lavírozott tus, 437x342 mm
- Rozgonyiné (négy lap), 1897, lavírozott tus, 437x342 mm

Vázlat az előbbi ballada illusztrációjához, 1897, ceruza, 346x439 mm
- Vörös Rébék (három lap), 1897, lavírozott tus, 437x342 mm
- Endre királyfi (három lap), lavírozott tus, 437x342 mm
- Szőke Panni (két lap), 1897, lavírozott tus, 437x342 mm

- Kaukázusi jelenetek
- Kaukázusi harcos lövése, litográfia, 218x188 mm, 467x354 mm (karton)

Az Igor ének illusztrációi
- 1. Címlap, 1853, sárga színezésű litográfia, kartonon, 223x150 mm
- 2. Igor és serege, 1853, sárga színezésű litográfia, kartonon, 223x158  mm
- 3. Igor és Vszevodlov harca a polovecekkel, 1853, sárga színezésű litográfia, kartonon, 220x155 mm
- 4. Igor és a Don
- Havas utcán, litográfia, 354x467 mm
- Szerelmespár a csónakban (L. Szerakov fametszete Zichy Mihály után)

Petőfi Irodalmi Múzeum
- Fegyvertelen
- „Jókai Mórnak mély tisztelete jeléül Zichy Mihály 1893”, vízfestmény, 500x298 mm
- A magyar nép (címlapterv Jókai művéhez; Az Osztrák-Magyar Monarchia írásban és képekben című kiadvány III. kötetéhez)
- „A Magyar nép” és „Zichy”, olajfestmény, papírlemezen, 55x46,2 cm
- A szerelem, a szerelem (Petőfi illusztráció), lavírozott tus, 200x150 mm
- János vitéz és a kegyelemért könyörgő török (Petőfi illusztráció vázlat), ceruzavázlat, 100x165 mm
- János vitéz a francia király előtt (Petőfi illusztráció vázlat), ceruzavázlat, 98x165 mm
- János vitéz a sziklán (Petőfi illusztráció vázlat), ceruzavázlat, 165x98 mm
- Huszárok (Petőfi illusztráció vázlat), ceruzavázlat, 165x95 mm

Magyar Tudományos Akadémia Tudós Klubja
- A zene végig kísér a bölcsőtől a sírig, lavírozott tus, toll, vízfestmény, 246x2615 mm

Országos Széchényi Könyvtár
- A magyar nép címképéhez két kis vázlat, ceruza, toll, Zichy Mihálynak Pétervárott 1886. december 24-én Nagy Miklóshoz írott levelében. OSZK Kézirattár, Parlamenti Múzeum anyaga.

Budapesti Mátyás-templom
- Szent Imre születése, vízfestmény
- Szent Imre taníttatása, vízfestmény
- Szent Imre Pannonhalmán, vízfestmény
- Szent Imre halála, vízfestmény

Budapesti Evangélikus Egyházközség Könyvtára
- Luther látomása, avagy Luther Wartburgban, szén, 1180x1330 mm

Bükkösd,. R: K. templom
- Az anya sírja, avagy Halott anya megdicsőülése

Debrecen, Déri Múzeum
- Orosz nagyhercegnő, vízfestmény
- Páncsalád
- Géniusz
- A pokol eszközei

Debreceni Református Kollégium Könyvtára
- Messiás, szén, 1120x1240 mm

Kurd, R. K. templom
- Szent Anna, olajfestmény

Pécs
- Nepomuki Szent János, olajfestmény

Zala, Zichy Mihály Emlékmúzeum
- Önarckép, ceruza, színes kréta, 295x228 mm (ovális)
- Önarckép, olajfestmény, 13,3x10,5 cm
- Szakállas férfi arcképe, olajfestmény, kartonon, 13,5x10,3 cm
- Zichy Antal arcképe, olajfestmény, vásznon, 47x38,5 cm
- A művész édesanyjának arcképe, 1845. október, olajfestmény, kartonon, 12,9x10,5 cm
- Öregasszony, avagy A művész anyósa, ceruza, gouache, fedőfehér, 210x170 mm (ovális dombornyomású keretben)
- Szomorú viszontlátás, ceruza, 210x285 mm
- Zichy Mihály rajzol
- A falinaptáron dátum: „1868. november 15., szombat” (oroszul, cirill betükkel), tus tollrajz, 200x130 mm
- Skóciai vadászat: Kardtánc, rézkarc, 435x341 mm
- Mary Etlinger arcképe, ceruza, 110x97 mm
- Vázlat a párizsi operaelőadás műsorának címlapjához (?), ceruza, 525x395 mm

Hazai magángyűjteményekben
- Krisztus a keresztfán, olaj, vászon, 140x86 cm
- Allegorikus családi jelenet, avagy Halott anya megdicsőülése, olaj, vászon, 210x105 cm
- Női arckép, elefántcsont (?), vízfestmény, 225x150 mm
- Férfi arckép, olaj, vászon, 66x53 cm
- Műteremlátogatás, vízfestmény, 140x180 mm
- Fekvő nő, toll, fedőfehér, 90x150 mm
- Az orvos látogatása a beteg gyermeknél, vízfestmény, 240x330 mm
- Homérosz, a vak koldus, avagy Mignon, vízfestmény, színes kréta, fedő fehér, 483x381 mm
- Anya, avagy Az apostol, színes kréta, ceruza, 380x516 mm
- Michelangelo, ceruza, színes kréta, 550x428 mm
- Correggio halála, színes kréta, 440x530 mm
- Mária töviskoszorúval, ceruza, színes kréta, fedő fehér, 238x160 mm
- Szép színe van, avagy Ugye jó bor?, vízfestmény, 370x260 mm
- Vidám cimborák, vízfestmény, 175x250 mm (letét a Magyar Nemzeti Galériában)
- Pipázó férfiú, vízfestmény, fedő fehér, kréta, 475x300 mm
- Száraz kenyéren és vízen, avagy Börtönben, vízfestmény, 250x180 mm
- Özönvíz, színes kréta, fedő fehér, 590x460 mm
- Skóciai vadászat: A szarvas leszállítása a hegyről, szépia, 740x540 mm
- Önarckép „Zichy Mihály Párizsban 1875”, ceruza, 105x130 mm
- Erzsébet királyné Deák Ferenc sírjánál (vázlat, grisaille), olaj, vászon, 63x50 mm
- Hordót tartó zsoldos, 1887, vízfestmény, 540x410 mm
- Birkamosás, vízfestmény, 471x630 mm
- Falstaff és a leány kancsóval, avagy Falstaff szolgálóleánnyal, Párizs, 1879, szépia, 330x240 mm
- Szerelmespár, vízfestmény, 218x175 mm (letét a Magyar Nemzeti Galériában)
- A rab, vízfestmény
- Gogol: Tárász Bulyba. Andrej és a lengyel leány, 1880, vízfestmény, toll, 578x450 mm
- Lermontov: Démon. Tamara tánca, 1884, vízfestmény, 527x390 mm
- Allegorikus kompozíció, olaj, vászon, 106x44 cm (letét a Magyar Nemzeti Galériában)
- Az árvák sorsa, olaj, vászon, 100x70 cm
- Szent Nyina álma, olaj, vászon
- Rusztaveli: A párducbőrös lovag. Avtandil találkozik a három kurddal, tus, ceruza, vakarás, 270x180 mm (?)
- Orosz család, 1888, (befejezetlen), ceruza, vízfestmény, 158x200 mm
- A betyár nótája, 1900, 200x270 mm

Zichynek több erotikus rajza is található mind állami, mind magántulajdonban.